# واکنشگر کورنفورث
واکنشگر ناب کورنفورث (به انگلیسی: Cornforth reagent) با فرمول شیمیایی C۱۰H۱۲N۲Cr۲O۷ یک ترکیب شیمیایی است. که جرم مولی آن ۳۷۶٫۲ g/mol می‌باشد. شکل ظاهری این ترکیب، orange to جامد قهوه‌ای است.